# San Diego (Venezuela)
San Diego è un comune del Venezuela situato nello stato del Carabobo.
Il capoluogo del comune è la città di San Diego.